# Borghesia
Borghesia is een Sloveense muziekgroep die elektronische muziek maakt. De muziek van de groep wordt vergeleken met Deutsch-Amerikanische Freundschaft, Front 242 en in het algemeen Electronic Body Music. 
De groep werd opgericht in 1982 in Ljubljana door leden van de theatergroep Theatre FV-112/15. Met name tussen 1988 en 1991 trad de groep in heel Europa op. Een aantal platen van de groep werd uitgegeven door Play It Again Sam en met Laibach is Borghesia de belangrijkste groep op het verzamelalbum Trans Slovenia Express van Mute Records. 